# 天主教双王

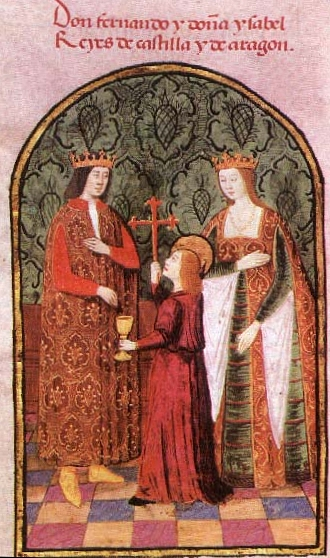
上面的字为“主公斐迪南与伊莎贝拉女士，卡斯蒂利亚和亞拉岡国王”

天主教双王（西班牙語：Reyes Católicos）是卡斯蒂利亚女王伊莎贝拉一世和亞拉岡国王費爾南多二世夫妻二人的合用头衔。
1469年10月19日二人于瓦拉多利德完婚，伊莎贝拉时年18岁，斐迪南17岁。後來他们二人完成收復失土運動，從摩爾人手上取下格拉納達，成功驅除回教徒王國在伊比利亞半島僅餘據點，又資助克里斯多福·哥倫布發現美洲。
1504年伊莎贝拉驾崩，女儿胡安娜一世继承卡斯蒂利亚王位，但被认为不适合统治。斐迪南再婚但没有存活的儿子，否则他死后两国将重新分离。1506年，胡安娜的丈夫共治国王费利佩一世驾崩。斐迪南以摄政名义控制卡斯蒂利亚，并将胡安娜关在托德西亚斯的王宫中。1516年斐迪南驾崩后，胡安娜的儿子卡尔（也是神圣罗马帝国皇帝卡尔五世）来到西班牙继位为卡洛斯一世，胡安娜也继位为亚拉冈女王。名义上两国由胡安娜和卡洛斯母子共治。兩國王室從此合并，為日後西班牙统一和稱霸全球，成為首個日不落帝國奠基。1555年胡安娜驾崩后，卡洛斯正式继承祖父母的领地，并将欧洲的哈布斯堡领地并入了不断扩张的西班牙帝国。